# 브라운슈바이크현

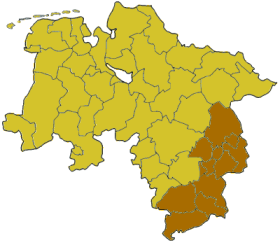
니더작센주에서 브라운슈바이크현의 위치

브라운슈바이크현(독일어: Regierungsbezirk Braunschweig)은 과거 독일 니더작센주 남동부에 있던 현(Regierungsbezirk)이다. 현도는 브라운슈바이크였으며 폐지 당시의 면적은 8,098.5km2, 인구는 1,659,396명(2004년 기준), 인구 밀도는 200명/km2이었다. 8개 군(Landkreise), 3개 시(Kreisfreie Städte)를 관할했다. 1978년에 신설되었으며 2005년 1월 1일을 기해 폐지되었다.

## 하위 행정 구역

### 군(Landkreise)
1. 기프호른군(Gifhorn)
2. 고슬라어군(Goslar)
3. 괴팅겐군(Göttingen)
4. 헬름슈테트군(Helmstedt)
5. 노르트하임군(Northeim)
6. 오스테로데군(Osterode)
7. 파이네군(Peine)
8. 볼펜뷔텔군(Wolfenbüttel)

### 시(Kreisfreie Städte)
1. 브라운슈바이크시(Braunschweig)
2. 잘츠기터시(Salzgitter)
3. 볼프스부르크시(Wolfsburg)